# Chrysosplenium rhabdospermum
Chrysosplenium rhabdospermum är en stenbräckeväxtart som beskrevs av Carl Maximowicz. Chrysosplenium rhabdospermum ingår i släktet gullpudror, och familjen stenbräckeväxter. Utöver nominatformen finns också underarten C. r. shikokianum.